# Guddutindar
Guddutindar är en bergstopp i republiken Island. Den ligger i regionen Austurland, 400 km öster om huvudstaden Reykjavík. Toppen på Guddutindar är 921 meter över havet.
Trakten runt Guddutindar är nära nog obefolkad, med mindre än två invånare per kvadratkilometer. Närmaste större samhälle är Reyðarfjörður, omkring 17 kilometer norr om Guddutindar. Trakten runt Guddutindar består i huvudsak av gräsmarker.